# 서동주
서동주(1983년 3월 28일 ~ )는 대한민국의 작가 겸 방송인이다. 이전에는 미국 변호사로 활동했다.
그녀의 저서로는 에세이 《동주 이야기》가 있다. 1996년 9월(당시 중학교 1학년)부터 미국 샌프란시스코에 거주해서 유학 생활을 했고, 2015년 3월부터 대한민국으로 들어와 방송인으로 활동 중이다.

## 학력
- 계성초등학교 (1996년 졸업)
- 예원학교 미술과 (중퇴)
- 페이 스쿨 (졸업)
- 세인트 폴 고등학교 (졸업)
- 웰즐리 칼리지 미술학과 (중퇴)
- 매사추세츠 공과대학교 수학과 (학사)
- 펜실베이니아 대학교 와튼 스쿨 경영학 (석사)
- 샌프란시스코 대학교 로스쿨 법학과 / (J.D)

## 상세
1983년 3월 28일, 코미디언 서세원과 서정희 사이에서 태어났다. 예원학교에 재학 중이었던 1996년 9월, 미국으로 유학을 가서 페이스쿨(Fay school)과 세인트폴스스쿨을 졸업하고 2002년 2월, 웰즐리 대학교에 미술학과 전공으로 입학했다가 같은 해 8월, 매사추세츠 공과대학교 순수수학과 전공 1학년 2학기에 편입학을 하여 2006년 2월, 학사 학위 취득한 이후, 2008년 2월, 펜실베이니아 대학교 경영대학원 경영학과 박사과정에 입학하였고 2010년 8월, 경영학 석사 학위를 취득하였다. 2010년 1월 23일, 스탠퍼드 대학교 내 교회에서 사업가(1977년생)와 결혼했으나, 2014년 이혼했고 이듬해(2015년) 2월에 미국 샌프란시스코대학교 법학전문대학원에서 법학 학위를 취득했다. 이 모든 사실은 2018년 5월 21일, 본인의 인스타그램에서 직접 알렸다.
2025년 6월 29일에는 일반인 남성(1987년생)과 재혼할 예정이다.
중학교 1학년이었던 1996년, 남동생 서종우(개명 전 서동천. 당시 계성초등학교 5학년)는 함께 미국 유학을 떠났고 미국에서 중학교·고등학교를 졸업했다. 서종우는 동갑내기 아내와 2013년 8월에 결혼한 후 방송에서 언급이 전혀 없다.

## 저서
- 《동주이야기》 (2008년 8월)
- 《샌프란시스코 이방인》 (2020년 7월)
- 《내일의 나를 위한 다짐》 (2021년 1월)
- 《서동주의 합격 공부법》 (2021년 4월)

## 방송
- 2016년 1월 9일 MBC TV 《휴먼다큐 사람이 좋다》 - 〈쉰다섯, 서정희의 홀로서기〉 편 - 게스트
- 2018년 TV조선 《라라랜드》 - 게스트
- 2019년 MBC 에브리원 《비디오스타》  - 게스트 (169회 방송분)
- 2020년 KBS2 《스탠드 업》 - 게스트
- 2020년 MBC 《미스터리 음악쇼 복면가왕》 - 참가자
- 2020년 MBC 《생방송 행복드림 로또 6/45》- 게스트 (937회 방송분)
- 2021년 JTBC 《내가 키운다》- 게스트 (6회 방송분)
- 2021년 SBS 《런닝맨》- 게스트
- 2021년 SBS 《골 때리는 그녀들3》 - 고정출연
- 2021년 디스커버리 채널 코리아 《지구에 무슨 129?》 - 고정출연
- 2021년 디스커버리 채널 코리아 《지구에 무슨 129? 시즌2》 - 고정출연
- 2022년 채널A 《행복한 아침》- 게스트
- 2022년 네이버 나우 《장스트릿》- 게스트
- 2022년 KBS2 《살림하는 남자들》- 게스트
- 2023년 MBN 《떴다! 캡틴 킴》 - 고정출연
- 2023년 KBS1 《TV쇼 진품명품》 - 쇼감정단 (1396회)
- 2024년 SBS 《강심장VS》- 게스트
- 2024년 TvN 《이 말을 꼭 하고 싶었어요》